# Bladroset
En bladroset er en cirkelrund placering af blade, som alle sidder i omtrent samme højde på stænglen. Selv om bladrosetter normalt sidder tæt ved jorden er de opbygget ud fra en omdannetstængel.

## Dannelse
Ofte opstår bladrosetter hos stauder, hvor de øverste dele er visnet væk, sådan at de tilbageblevne blade beskytter vækstpunkterne ved jorden. En anden type dannes ved, at internodierne langs stænglen er forkortede. Det fremkalder en tæt placering af bladene, sådan som det ses bl.a. hos Salat, Mælkebøtte og visse sukkulenter som f.eks. Almindelig Husløg. Hos yderligere nogle planter er rosetten vedvarende, mens planten senere danner oprette skud med normal bladsætning. Det ses f.eks. hos Ægte Kartebolle.

## Form
Nedenstående eksempler fra et herbarium viser bladrosettens form:
Almindelig Rypelyng ( Dryas octopetala) har en bladroset, bestående af kortstilkede, smalle og ægformede blade med hjerteformet basis og en skarpt og regelmæssigt tandet bladrand. Blomsterne, der er 2-4 cm i diameter, sidder enkeltvis på lange stængler. De har 7-9 eller endda flere, hvide kronblade. Bægerbladene er lancetformede.
Nikkende Limurt (Silene nutans) har lancetformede blade, men de rosetdannende, jordnære blade er større og har en anderledes form end de forholdsvis få, modsatte stængelblade. Dette kan forklares ved, at sideskud med stærkt forlængede internodier kan dannes fra bladrosettens stængel. De har én eller flere endestillede blomster som hos Kodriver. Særligt hos de toårige urter kan hovedskuddet også vokse op med forlængede internodier og endda med forgreninger. Det er ikke usædvanligt, at bladene i rosetten og på stænglen har forskellig form.

## Funktion
En del af rosettens beskyttende funktion skyldes – som hos Mælkebøtte – at den er vanskelig at trække op af jorden. Bladene løsnet let, mens pæleroden er uskadt.
Under alpine miljøer i troperne har mange forskellige plantefamilier udviklet en vækstform kendetegnet af stedsegrønne bladrosetter, som vokser oven over en stængel med blivende, visne blade. De kæmpestore rosetplanter af slægten Espeletia, som vokser i Andesbjergene, er eksempler på, hvordan dette bladarrangement bevisligt forbedrer overlevelse, styrker vandbalancen og beskytter planten mod skader.

## Eksempler
Mange plantefamilier har arter med blade anbragt i rosetform. De er særligt almindelige inden for Kurvblomst-familien (f.eks. Mælkebøtte), Korsblomst-familien (f.eks. Kål) og i Ananas-familien. Kambregnen Blechnum fluviatile, også kaldet newzealandsk vandbregne (Kiwikiwi), er ligeledes en rosetplante.